# Франкавила ди Сичилия
Франкавѝла ди Сичѝлия (на италиански: Francavilla di Sicilia; на сицилиански: Francavigghia, Франкавигия) е малко градче и община в Южна Италия, провинция Месина, автономен регион и остров Сицилия. Разположено е на 330 m надморска височина. Населението на общината е 4065 души (към 2011 г.).